# 文治政治
文治政治（ぶんちせいじ）は、江戸幕府4代将軍徳川家綱から7代将軍家継までの時期の政治を指す。

## 背景
初代将軍徳川家康から3代将軍家光までの治世は武断政治とも言われ、江戸幕府の基盤を固めるための時期であった。
幕府に逆らう大名、あるいは武家諸法度の法令に違反する大名は親藩・譜代・外様の区別なく容赦なく改易、減封の処置を行ったため、主を失った浪人が少なからず発生し、彼らは戦乱を待望し治安が悪化した。
また、征夷大将軍としての武威を強調するために行われた、大名による参勤交代や手伝普請などは、大名にとって多額の出費になり、そのしわ寄せは農民の生活苦に繋がった。そして、寛永17年（1640年）から寛永20年（1643年）頃に起きた寛永の大飢饉の被害が全国規模に及んだことは、武威に依拠した当時の限界を露呈することになった。
家光が病没すると、後継である4代将軍家綱が幼弱であったため、慶安4年（1651年）に由井正雪は丸橋忠弥らと共謀し、家綱を奪取し、幕政批判と浪人救済を掲げる蜂起を企てた（慶安の変）。また、別木庄左衛門による老中襲撃計画（承応の変）もあり、幕閣は武断政治からの方針転換を迫られることとなった。

## 沿革

### 家綱の時代
幼弱の家綱に代わり、大政参与として幕政を補佐したのがその叔父に当たる会津藩主保科正之や老中であった厩橋藩主酒井忠清らであった。正之は、浪人発生の原因である大名の改易を減らすために末期養子の禁を緩和した。寛文3年（1663年）に武家諸法度を改正（寛文令）して殉死を禁止し、大名からの人質を出す大名証人制度を廃止した。これにより戦国時代からの遺風を消し、将軍と大名、大名と家臣の主従関係は個人同士の関係から、主人の家に従者は仕える関係に転換することとなった。また、寛文4年（1664年）には寛文印知を実施し、将軍の地位を確立した。
農村では、農地の分割相続により本百姓の零落が始まった頃であった。幕府や各藩の財源は米に依存するため、本百姓を維持するために延宝元年（1673年）に分地制限令を発布した。また、この時期は江戸が都市として拡大していく中で上水道の整備が課題となったため、玉川上水が整備された。諸大名も安定した平和による軍役負担の軽減により藩政も安定し、寛永の大飢饉を背景に新田開発が進展し、結果として領内の経済も発展してきた。この時期に善政を行い、名君と呼ばれた大名に前述の正之の他に岡山藩主池田光政、水戸藩主徳川光圀、加賀藩主前田綱紀が挙げられる。
しかし、明暦の大火による江戸城の焼失と再建、佐渡相川金山からの金採掘の減少、諸物価に対する米価の下落は幕府の財政を逼迫することとなった。寛文9年（1669年）に保科正之が隠居した後は大老に昇格した酒井忠清が稲葉正則・久世広之・土屋数直・板倉重矩ら各老中達と共に家綱の上意を受けて集団指導体制を執り行うことになり、宗門改の徹底と全国への宗門人別改帳の作成命令、諸国巡見使の派遣、諸国山川掟の制定、豪商の河村瑞賢に命じて東廻海運・西廻海運を開拓させるなど全国の流通政策・経済政策の発展を促した。

### 綱吉の時代
延宝8年（1680年）、家綱は嗣子のないまま死去し、その弟である館林藩主徳川綱吉が後を継いだ。綱吉が5代将軍に就任したすぐの時期に大老であった堀田正俊が若年寄の稲葉正休に殿中で刺殺されたこともあり、側用人の柳沢吉保が実権を掌握した。
綱吉は館林藩主の頃より儒学を好んで学んでおり、それが政策に反映された。綱吉は天和3年（1683年）、天和の武家諸法度を発布した。これには「文武忠孝ヲ励マシ、礼儀ヲ正スヘシ」と記載されており、従来の元和の武家諸法度に記載されていた「弓馬の道｣から大きく内容を変え、主君に対する「忠」と父祖に対する「孝」を基盤とした礼儀による秩序を構築するものであった。礼儀による秩序を構築・強化するため、以下のような施策を行った。将軍権威の浮揚のために朝廷政策も緩和され禁裏御領を1万石加増し、湯島聖堂を建立し、林鳳岡を大学頭に任命した。
また、綱吉にも嗣子がいなかったため、貞享4年（1687年）に動物愛護令である生類憐れみの令を発布した。これにより、幕府の財政難に拍車がかかったことは否めないが、一方で同時期に出された服忌令、捨子禁止令からも見られるように、道徳観を民衆に扶植することで、文治政治を強化する狙いがあったともいえよう。
綱吉並びにその生母である桂昌院の散財、生類憐れみの令の採用などと相俟って家綱の代からの慢性的な財政赤字は先述のように悪化していったため、勘定吟味役に荻原重秀を登用し、元禄改鋳を行い、幕府は貨幣発行益を得たものの、インフレーションを招き庶民の生活を苦しめることとなった。一方で上方を中心に元禄文化が栄えることとなった。また、長崎会所を設置し長崎貿易の制限を行った。

### 家宣・家継の時代
宝永6年（1709年）、綱吉は62歳で死去した。嫡男の徳松に先立たれていたため、甲府藩主であった甥の家宣が6代将軍に、次いで7代将軍に幼児の家継が就任した。家宣の側近である間部詮房と朱子学者の新井白石が政治を主宰した。この時期の課題は、将軍が病弱・短命・幼弱ということもあり、「如何にして将軍個人の人格よりも将軍職の地位とその権威を高めるか」であり、綱吉の代と同様、朱子学の影響を受けた政策と言える。
家宣が将軍就任後すぐに新井白石は生類憐れみの令を廃止し、柳沢吉保を罷免した。そして政権の課題を解決するために行ったことは第一に皇室の権威を借りることであった。第二に宝永の武家諸法度を発布し、衣服の制度を制定し、徳川家の家紋である葵の紋所の使用を制限した。第三に朝鮮通信使の待遇を簡素化し、朝鮮から日本への国書の宛先を「日本国大君殿下」から「国王｣へと戻した。
白石の経済政策は綱吉の代の施策と逆の施策を採用した。第一がデフレーション施策である正徳改鋳である。これにより貨幣発行量が減少し、景気を冷え込ませた。第二に、長崎貿易は大幅な輸入超過であることに鑑み、正徳5年（1715年）に海舶互市新例（長崎新令）を発布し、長崎貿易を制限した。
家綱の頃に端を発した、江戸幕府の財政難は文治政治の時代に悪化の一途を辿った。江戸幕府の財源は米に依拠しているにもかかわらず、米価がその他の物価に対し相対的に下落していく傾向を放置した状態であり、家綱から家継の代には解決できず、8代将軍吉宗の享保の改革を待つこととなる。